# Tillandsia usneoides
La molsa espanyola, (Tillandsia usneoides) és molt semblant al nom que evoca l'espècie: Usnea, o liquen. Encara que, Tillandsia no guarda relació biològica amb Usnea, sinó que és una fanerògama de la família de les bromeliàcies (Bromeliaceae), que viu en branques d'arbres a ple sol o a mitja ombra. Està present a tota Amèrica des del sud-est dels Estats Units a l'Argentina, creix en un clima força càlid i humit.
La planta té una tija flexible amb fulles primes, corbades o arremolinades, de 2 a 6 cm de longitud i 1 mm de gruix. Creix de forma vegetativa que encadena i forma estructures penjants d'1 a 2 m de longitud, ocasionalment més. No té arrels i les seves flors són molt petites i rarament floreix. Es propaga principalment pels fragments que els porta el vent i es peguen a altres arbres, o portats per ocells com a material de nius.

## Hàbitats
Al sud dels Estats Units, la planta té preferència per créixer en Quercus virginiana i en Taxodium distichum, i pot colonitzar altres espècies arbòries com Liquidambar styraciflua, Lagerstroemia, altres roures i fins i tot pins.
Aquesta espècie allotja una sèrie de criatures, incloses les serps de rata i tres espècies de ratpenats. Una espècie d'aranya saltadora, Pelegrina tillandsiae, només s'ha trobat en la molsa espanyola. Les xinxes, tot i que s'assumeix àmpliament que infesten la molsa espanyola, no van estar presents entre els milers d'altres artròpodes identificats en un estudi.

## Epífita de bloqueig del sol
És una epífita (planta que viu sobre altres plantes, del llatí "epi" = a dalt "phyte" = planta), que absorbeix nutrients (especialment calci) i aigua d'aire i de pluges. Se la coneix de forma col·loquial com a "planta de l'aire". No és un paràsit biològic com altres epífites, vesc (no perfora l'arbre ni extreu nutrients) - però utilitza una tècnica de "paràsit", perquè utilitzant l'estructura arbòria bloqueja al sol, impedint parcialment la fotosíntesi de l'hoste. En alguns casos les branques ocupades moren, però l'arbre subsisteix creixent a una taxa menor.
Pot créixer tant en les branques, que li dona a l'arbre una aparença gòtica, però rarament mata l'arbre. Incrementa la resistència al vent, que li serà fatal a l'hoste en cas d'un huracà.

## Cultura
A causa de la seva propensió a créixer en zones humides del sud nord-americà com Louisiana, Mississipi, Alabama, se l'associa amb la imatgeria gòtica del sud nord-americà.

## Usos humans
És emprada en arts i artesanies, o per a farciment de jardins de flors. Com la planta en el seu hàbitat natural sol contenir centenars de llavors viables de males herbes, s'ha d'utilitzar amb molta cura.
A Mèxic és utilitzada massivament en l'època nadalenca com adorn dels pessebres.
Se la coneix com a vegetal que es porta molt malament amb les dones de la nació Timucua.
En el seu moment, unes 5000 t es collien i usaven només als EUA. És susceptible a la pol·lució de l'aire.
Sinònims d'aquesta espècie eren Dendropogon usneoides (L.) Raf. i Renealmia usneoides L. A Hawaii, aquesta "molsa espanyola" és conegut amb el sobrenom de "pèl de Pele", per la mitologia Pele dels déus hawaians.

## Usos etnomèdics
Tillandsia usneoides en planta sencera ha estat usada per tractar la Diabetis tipus II (mellitus), malaltia coronària, edema, hemorroides.

### Folklore
A Charleston, Carolina del Sud, han escoltat la història del cubà que va venir amb la seva promesa espanyola en la dècada del 1700 per començar una plantació a prop de la ciutat. A més d'altres qualitats femenines de la dona, es destacava per la seva bella cabellera arrissada. Quan la parella recorria caminant el bosc buscant un lloc apropiat per a la plantació, van ser atacats i van morir per la nació Cherokee, que no desitjaven usurpadors de la seva terra. I com un avís li van tallar tot el seu cabell, i el van penjar d'un arbre. Ells tornaven cada dia descobrint que aquests cabells s'engrossien i van créixer en les branques, cobrint tot l'arbre. Quan els Cherokee se'n van anar, la molsa va continuar creixent i creixent. Avui dia, si un roman al costat d'un d'aquests arbres coberts d'aquesta molsa, sentirà un suau murmuri d'aquesta dama.
El cantant de balades canadenc Gordon Lightfoot té una cançó anomenada "Molsa espanyola". Arxivat 2007-05-15 a Wayback Machine.

## Referències

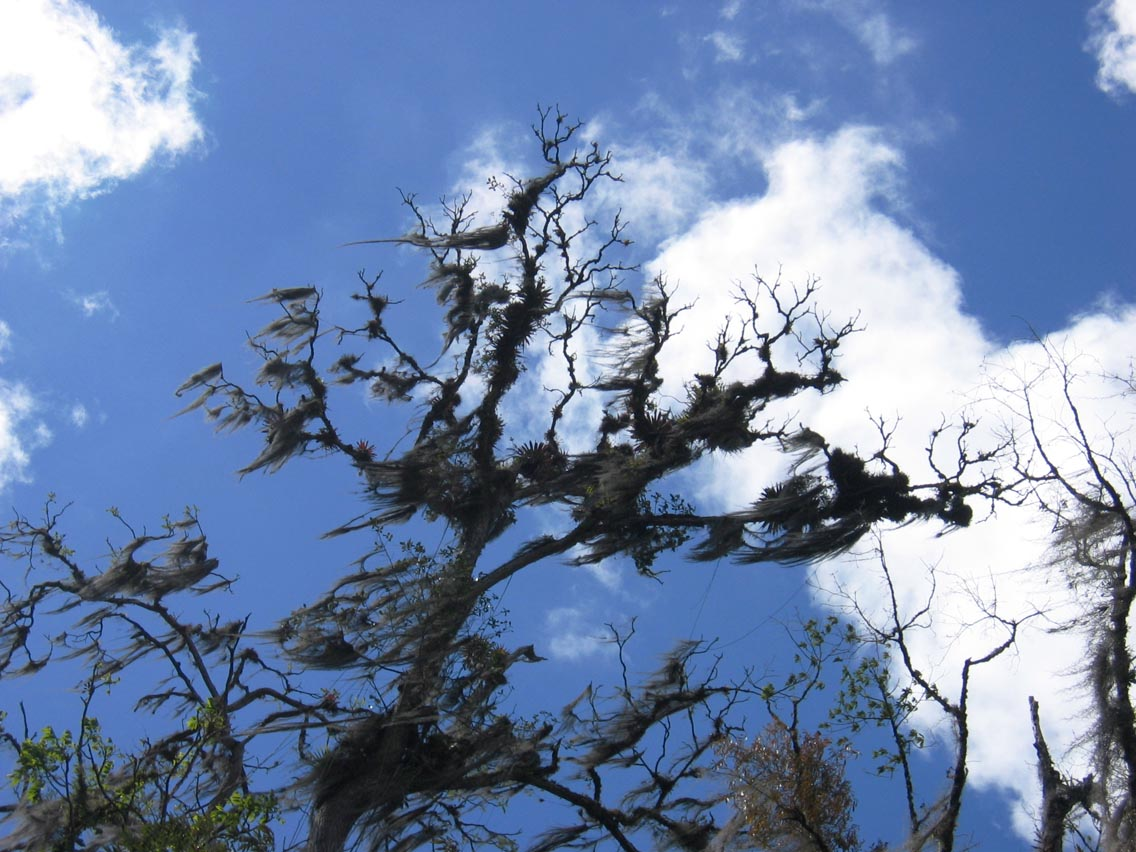
Molsa espanyola a Costa Rica
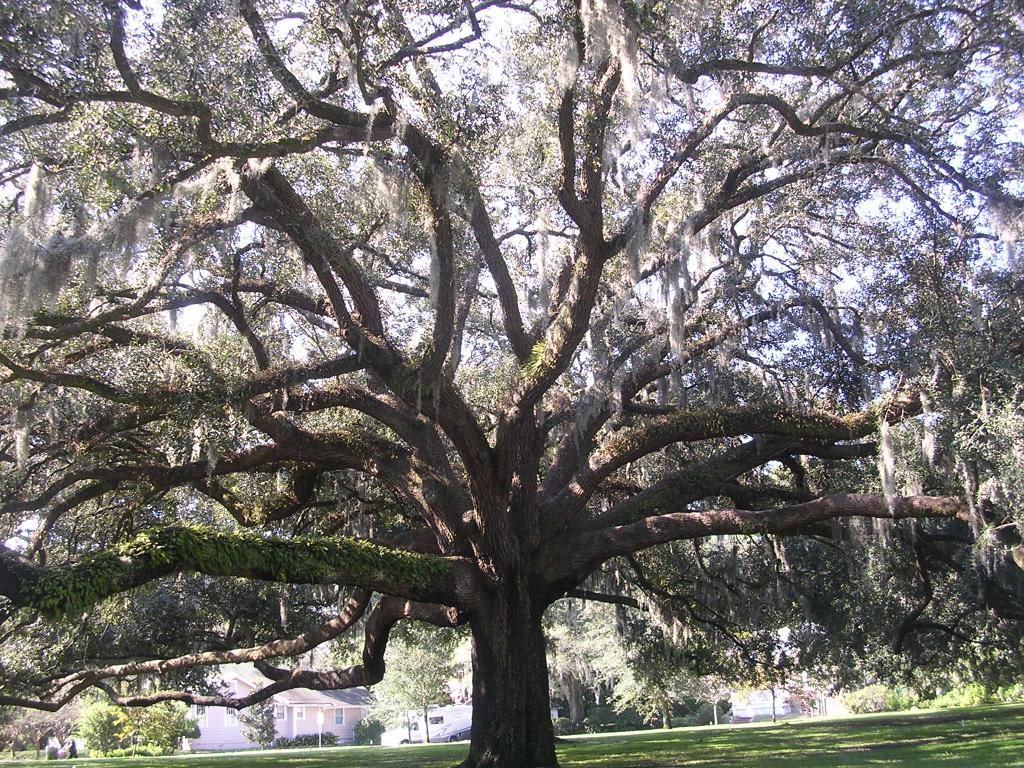
Quercus virginiana amb molsa espanyola penjant-lo
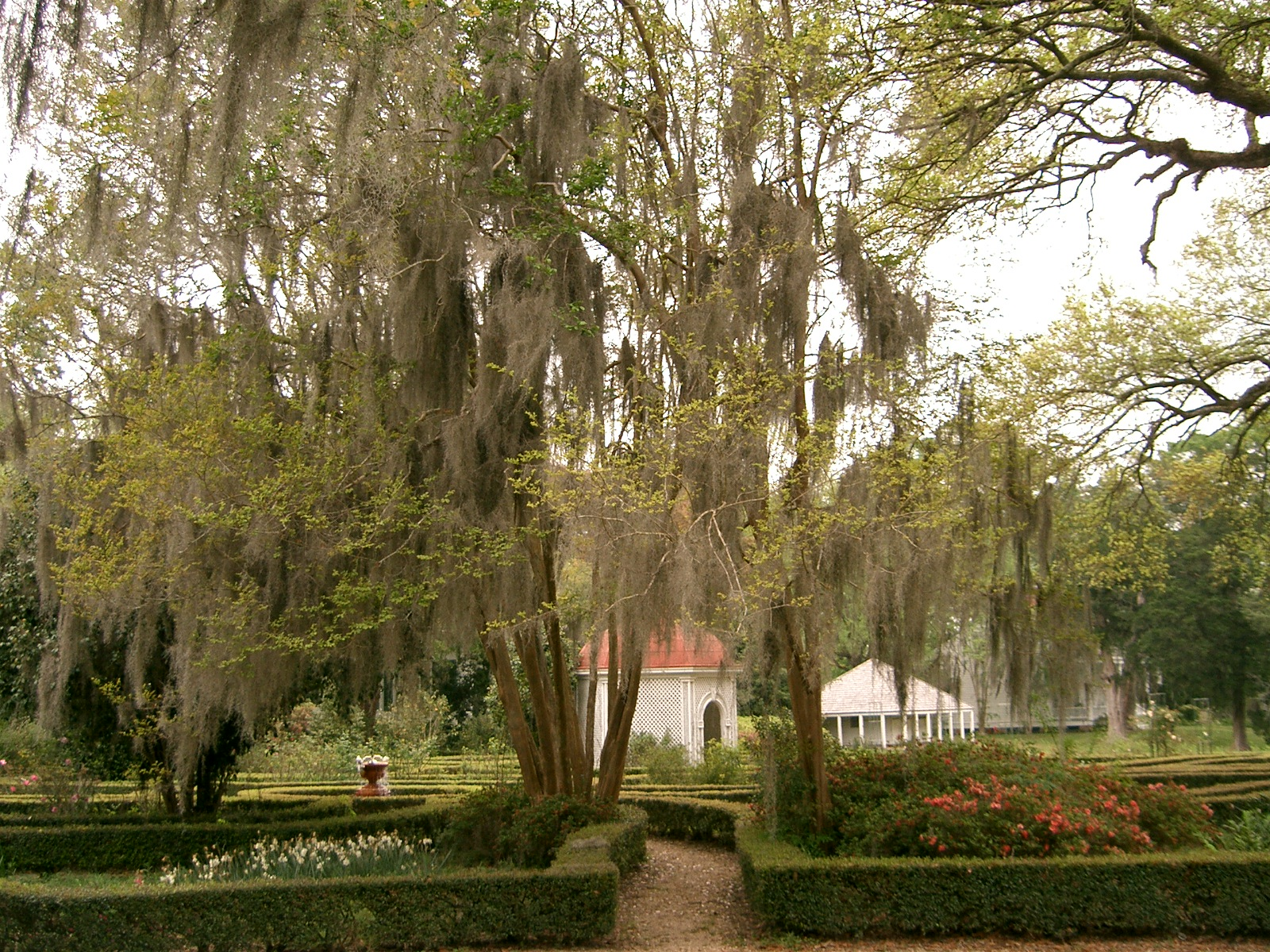
Molsa espanyola a Louisiana
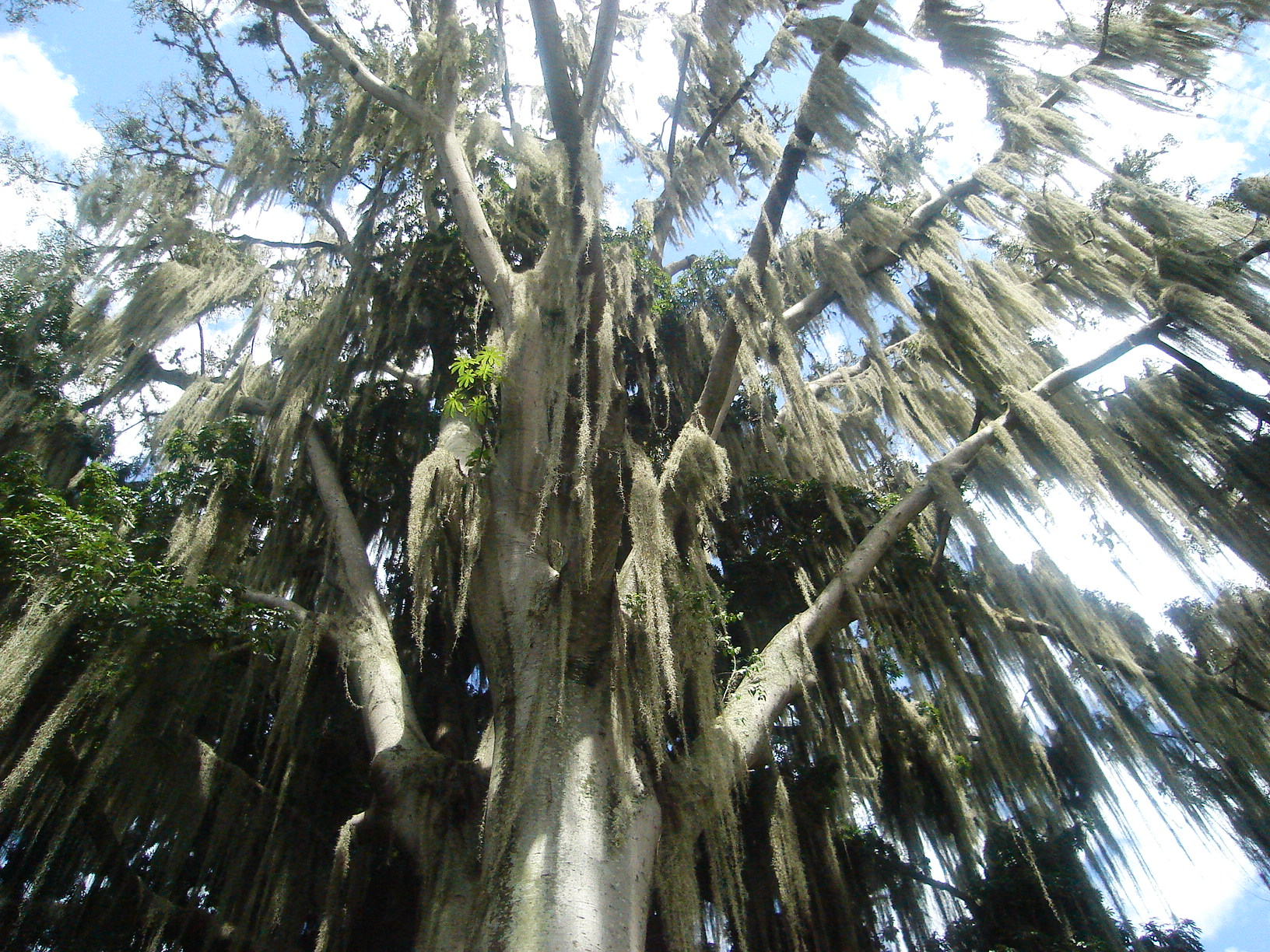
Molsa espanyola a San Gil (Colòmbia)